# Новый Посёлок (Смоленская область)
Новый Посёлок   — деревня  в  Смоленской области России,  в Ельнинском районе. Население – 1 житель (2007 год). Расположена в юго-восточной части области  в 14  км к северу от города Ельня, в 6 км восточнее автодороги Р137 Сафоново — Рославль. В деревне находится исток реки Усия. Входит в состав Бобровичского сельского поселения.
В деревне расположена Лопатинская основная школа..